# آلومینیم نیترید
آلومینیم نیترید(به انگلیسی: Aluminium nitride) (AlN) نیترید آلومینیم است. فناوری سرامیک‌های نیترید آلومینیم از سال ۱۹۸۴ میلادی به بعد به سرعت تکامل یافته، اما بهترین توصیف محصولات درآغاز این راه، اطلاق عنوان مواد ناسازگار (نامرغوب) است. این به دلیل پائین بودن کیفیت پودر و نبود تجربه فناوری ساخت در مقیاس تجاری بود. در نتیجه هم مواد پودر اولیه و هم قسمت‌های ساخته شده از آن‌ها خواص ضعیفی داشتند؛ بنابراین اغلب نتایج به خصوص در فرایند فلزینه کاری زیرلایه تکرارپذیر نبودند. طی دوره۱۹۸۵ تا ۱۹۸۸میلادی نگرانی هائی در مورد پایداری در برابر اکسیداسیون و هیدراته شدن، شیمی و پرداخت سطح، فلزینه کاری سیستم‌های خمیری، هدایت حرارتی، لحیم کاری و هزینه برای استفاده از نیترید آلومینیم در پکیج‌های میکروالکترونیکی وجود داشت. پکیج‌ها و زیرلایه‌های AlN با کیفیت بالا در اوائل دهه۱۹۹۰میلادی ظهور یافتند. دوام و قوام محصولات AlN به‌طور چشمگیری افزایش یافت.
سیستم‌های فلزینه کاری سازگار و قوی مانند سیستم فلزینه کاری اکسیدی برای نیتریدها توسعه داده شد و فناوری فرایندها به گونه‌ای توسعه یافت که اکنون سرامیک‌های نیترید آلومینیم در سرتاسر جهان در پکیج‌های تجاری به کار برده می‌شوند. علاوه بر این، سیستم‌های هم سوز پکیج‌های چند لایه AlN توسعه داده شده و به عنوان یک جایگزین برای کاربردهای نیروگاهی مطرح شده‌اند.
هدایت حرارتی بالا به همراه ضریب انبساط حرارتی نسبتاً کم نزدیک به Si دو ویژگی مهم برای استفاده از سرامیک AlN درصنعت میکروالکترونیک به عنوان ماده زیرلایه یا پکیج هستند. در مقایسه با دیگر مواد سرامیکی عایق الکتریکی فقط نیترید آلومینیم و اکسید بریلیم هدایت حرارتی بالائی دارند. هر چند هدایت حرارتی اکسید بریلیم بالاتر است اما به دلیل سمی بودن، تولید آن محدود شده و نیترید آلومینیم جایگزین آن در کاربردهای صنعتی شده‌است[۲].

### دانشگاهی
- Ioffe data archive
- Electronic Structure of AlN
- MSDS (University of Oxford) بایگانی‌شده  در ۲۰۰۷-۱۰-۱۸ توسط Wayback Machine

### Commercial suppliers
- Ceramic Substrates and Components Ltd
- Goodfellow
- NanoAmor's AlN Nanoparticles